# クリア・ユリア

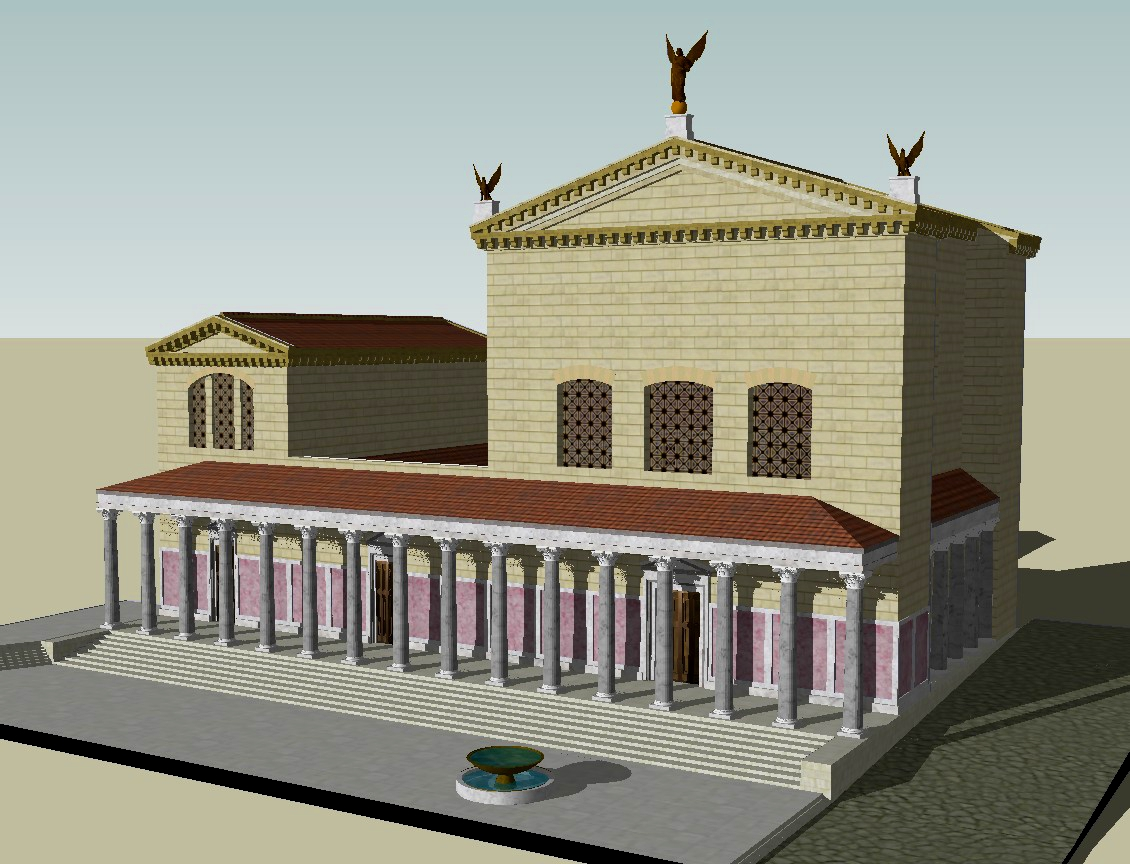
想像図

クリア・ユリア（ラテン語: Curia Iulia，イタリア語: Curia Iulia）は古代ローマ時代ローマのフォルム・ロマヌムに建てられた元老院議事堂の3代目の建物である。アウグストゥスが完成させた。

## 概要
共和政ローマ時代の末、ガイウス・ユリウス・カエサルが、ルキウス・コルネリウス・スッラの子、ファウストゥス・コルネリウス・スッラが建てた先代の議事堂クリア・コルネリアを取り壊し、フォルム北西部のコミティウムに、議員の待合室や記録保管庫と共に、向きを変えて建て直したもの。その後、カエサルの後継者でローマ帝国初代皇帝に就任することになるアウグストゥスが、紀元前29年8月28日、タレントゥムからウィクトーリア像を移して奉献した。
クリア・ユリアは後81年から96年に掛けて第11代皇帝ドミティアヌスにより改築され、283年の火災の後、284年から305年に第51代皇帝ディオクレティアヌスにより改築されている。
その後、7世紀にサン・アドリアノ・アル・フォロ教会に改装されて使用されていたが、1930年から37年にかけて発掘と修復が行われ、再び往時の姿に戻された。屋根、側壁の上部および、後壁は近年造り替えられたものである。

## 歴史
その起源はエトルリアがサビニ人との紛争の停戦を記念して建てられた神殿だと言われている。
伝説では、王政ローマ三代目の王トゥッルス・ホスティリウスによって初代の議事堂が建てられ（クリア・ホスティリア）、その後スッラによって改築されたが、紀元前52年にプブリウス・クロディウス・プルケルの遺体と共に焼失し、スッラの子ファウストゥスが新しい議事堂を建てていた。カエサルがフォルム・ユリウムを整備し始めたと思われる紀元前54年には、まだ前の議事堂があったので、最初の計画にはなかった可能性が高い。カッシウス・ディオによれば、クリア・ユリアの建設はカエサルの死後始まっており、オクタウィアヌスがアントニウスに勝利してやっと完成するまでの間、元老院は別の場所で集まることで機能していたのだろう。